# Ulrich Ochsenbein
Ulrich Ochsenbein (ur. 24 listopada 1811, zm. 3 listopada 1890) – szwajcarski polityk, członek Rady Związkowej od 16 listopada 1848 do 6 grudnia 1854. Kierował departamentem spraw wojskowych (1848-1854). Był członkiem partii radykalnej.
Pełnił także funkcje przewodniczącego Sejmu Związkowego (1847) i Rady Narodowej (1848).